# Havárie letadla u Palačova v roce 1944

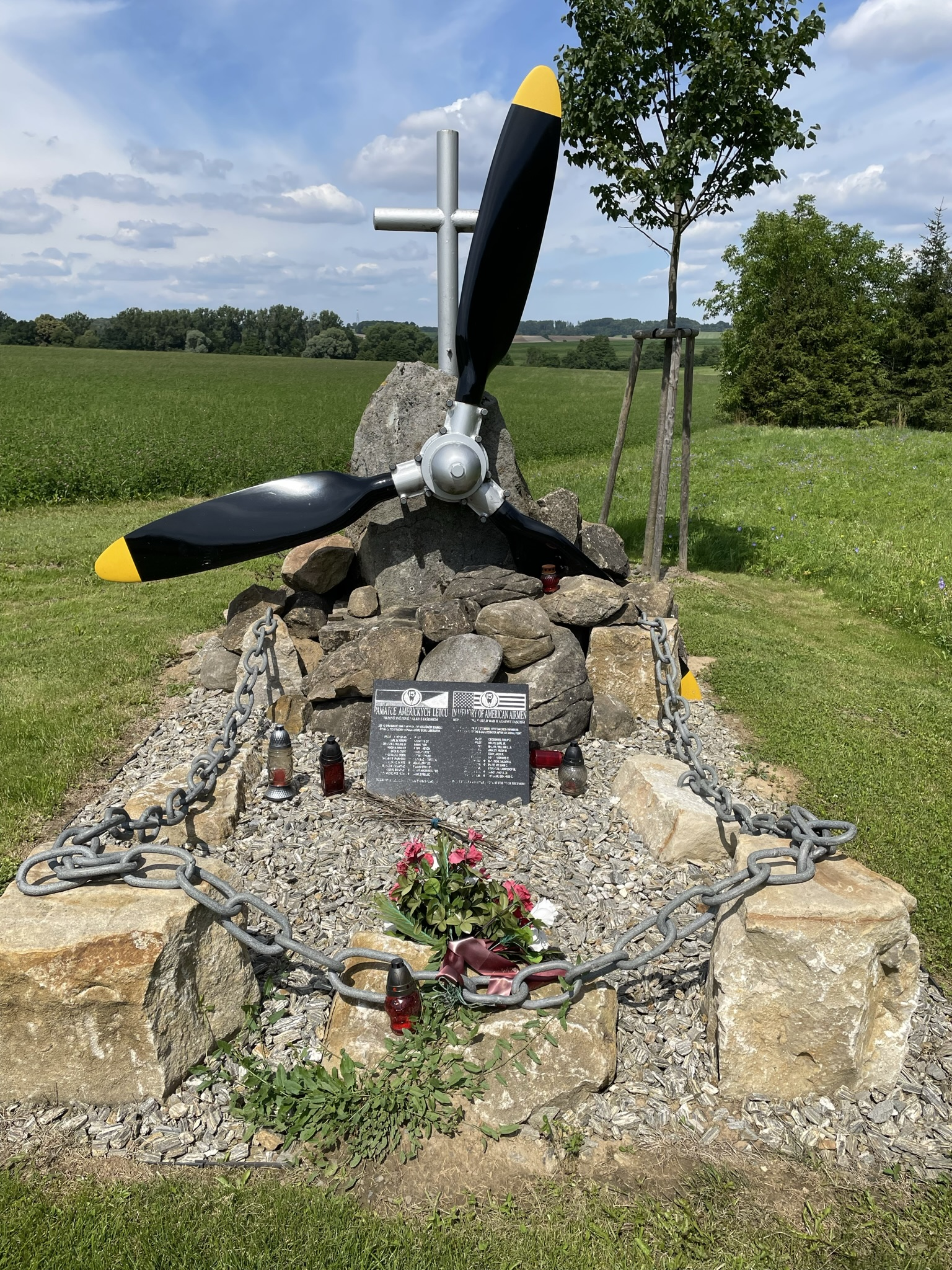
Památník havárie letadla u Palačova

K havárii amerického bombardéru B-24J Liberator, přezdívaného "Flying Finger", došlo 17. prosince 1944 v rámci velké letecké bitvy nad Československem. Tento den je často označován jako "Krvavá neděle" kvůli intenzivním střetům mezi americkými bombardéry a německými stíhači.

## Průběh bitvy
Americké bombardéry Liberator se staly terčem německých stíhaček Focke-Wulf FW 190A a Messerschmitt Bf 109G z elitní eskadry JG-300 "Wilde Sau". Německé stíhačky zaútočily s mimořádnou agresivitou, což vedlo k masakru amerických letadel.

## Havárie u Palačova
Jedním z bombardérů, který byl sestřelen, byl Liberator pilotovaný 2/Lt Philipem J. Crossmanem. Letoun byl těžce poškozen a zřítil se u obce Palačov na Novojičínsku. V troskách zahynuli čtyři členové posádky, zatímco sedm přežilo díky seskoku s padáky, ale následně upadli do německého zajetí.
Členové posádky
Pilot: 2/Lt Philip J. Crossman - přežil havárii a upadl do zajetí.
Kopilot: 2/Lt John D. Smith - přežil havárii a upadl do zajetí.
Navigátor: 2/Lt Robert E. Johnson - přežil havárii a upadl do zajetí.
Bombometčík: 2/Lt William T. Brown - přežil havárii a upadl do zajetí.
Radioman: T/Sgt Richard L. Davis - zahynul při havárii.
Střelec: S/Sgt James A. Miller - zahynul při havárii.
Střelec: S/Sgt George H. Carter - přežil havárii a upadl do zajetí.
Střelec: S/Sgt Frank W. Hall - přežil havárii a upadl do zajetí.
Střelec: S/Sgt Harold J. Williams - přežil havárii a upadl do zajetí.
Střelec: S/Sgt Charles R. Parker - zahynul při havárii.
Mechanik: S/Sgt Thomas J. Clark - zahynul při havárii.

## Památník
Na místě havárie byl postaven památník, který připomíná tuto tragickou událost. Ostatky zahynulých letců byly po válce exhumovány a převezeny do Francie. Havárie je dodnes vzpomínána jako součást jedné z největších leteckých bitev druhé světové války nad Československem.